# Serravalle di Chienti
Serravalle di Chienti est une commune italienne de la province de Macerata, dans la région Marches.

## Administration
| Période                                  | Période | Identité | Étiquette | Qualité |
| ---------------------------------------- | ------- | -------- | --------- | ------- |
|                                          |         |          |           |         |
| Les données manquantes sont à compléter. |         |          |           |         |

### Hameaux
Acquapagana, Bavareto, Castello, Cesi, Civitella, Collecurti, Copogna, Corgneto, Costa, Dignano, Forcella, Gelagna (alta), Gelagna bassa, San Martino, Taverne

### Communes limitrophes
Camerino, Fiuminata, Foligno, Monte Cavallo, Muccia, Nocera Umbra, Pieve Torina, Sefro, Visso